# کی-اون!
کِی-اُون! (به ژاپنی: けいおん! Keion!) یک مجموعه سینن مانگا ژاپنی که توسط کاکی‌فلای نوشته و طراحی شده‌است. این مجموعه مانگا توسط انتشارات هوبونشا بین سال‌های ۲۰۰۷ تا ۲۰۱۰ در مجله مانگا تایم کیارا به چاپ می‌رسید. سری مانگا مجدداً از آوریل ۲۰۱۱ تا ژوئن ۲۰۱۲ همراه با دو داستان جداگانه در مجلات مانگا تایم کیارا و مانگا تایم کیارا کارات به چاپ رسید.
بر اساس نسخهٔ مانگا یک مجموعه تلویزیونی انیمه ۱۳ قسمتی توسط استودیو کیوتو انیمیشن دستمایه اقتباس قرار گرفت که از آوریل تا ژوئن سال ۲۰۰۹ پخش گردید. فصل دوم مجموعه انیمه نیز به تعداد ۲۶ قسمت از آوریل تا سپتامبر ۲۰۱۰ پخش شد. همچنین یک قسمت اووی‌ای مرتبط با فصل دوم در مارس ۲۰۱۱ منتشر شد. یک فیلم انیمه‌ای نیز بر اساس این مجموعه و به کارگردانی نائوکو یامادا در ۳ دسامبر ۲۰۱۱ در ژاپن عرضه شد.

## داستان

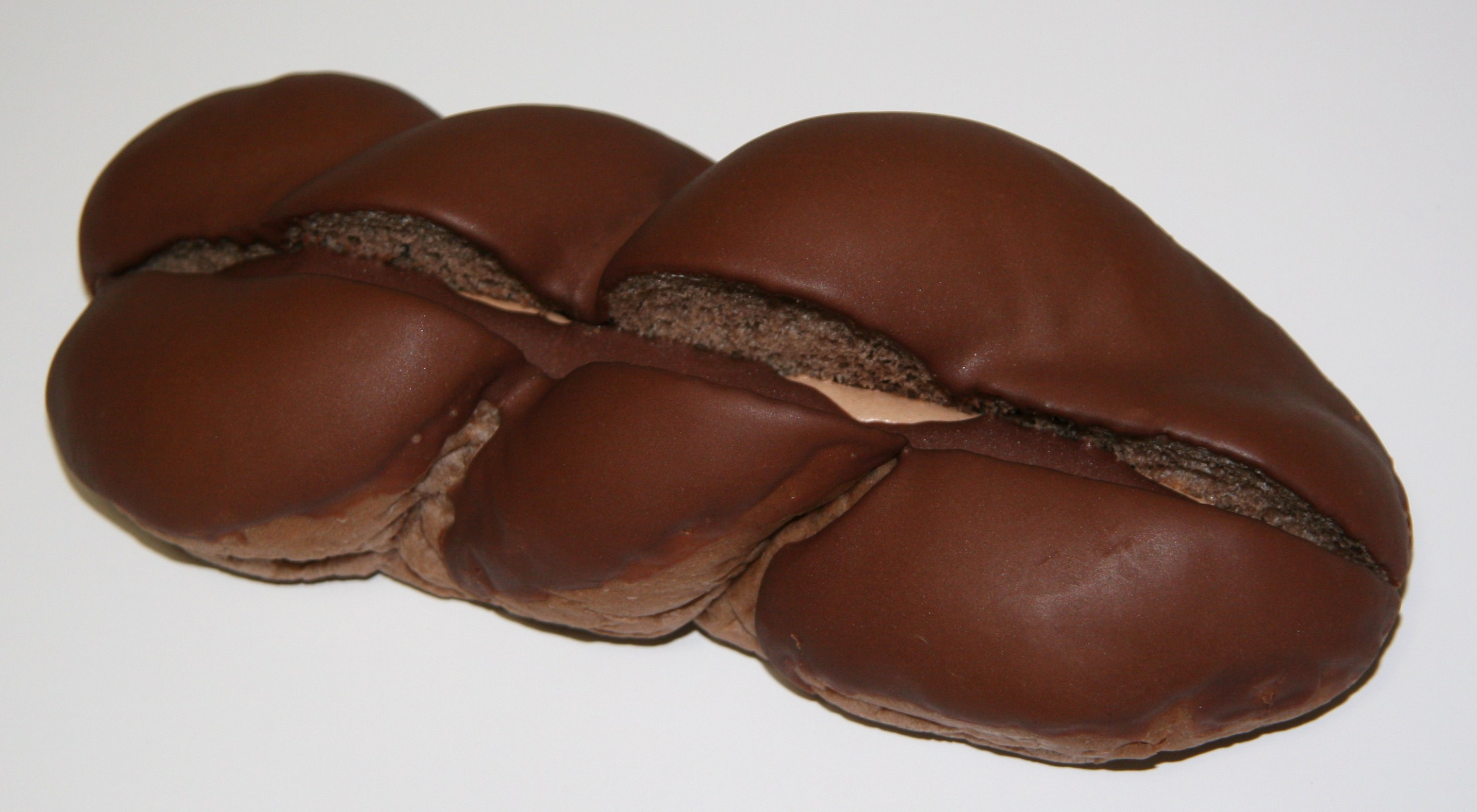
کی اون!! نان شکلاتی طلایی در لاوسون به فروش می رسد، ساخته شده توسط یامازاکی

کی اون یک مکان نامشخص در ژاپن است. چهار دختر بچه دبیرستانی به کلوب موسیقی ساکوراگائوکا می‌پیوندند تا آن را از خطر منحل شدن نجات دهند. یویی هیراساوا دختر بچه‌ای دبیرستانی است که در آغاز هیچ آشنایی‌ای با موسیقی ندارد نه تجربه نواختن ساز دارد و نه می‌تواند پارتیتور را بخواند. با پشتکار بسیار این دختر به یک گیتاریست مبدل می‌شود و به همراه دیگران به تمرین موسیقی می‌پردازد. ساواکو یاماناکا، دبیر موسیقی به کلوب توجهی ندارد و به صورت خصوصی در خانه موسیقی تدریس می‌کند. در سال آخر دبیرستان یاماناکا معلم آن‌ها می‌شود و در این سال فردی به نام آزوسا ناکانو به کلوب می‌پیوندد. پس از پیوستن ناکانو به گروه که یک گیتاریست است گروه منسجم شده و تمرین‌های خود را افزایش می‌دهند. در سال بعد همچنان که آزوسا دبیرستانی است سایر اعضای گروه به دانشگاه می‌روند.